# Perry (Missouri)
Perry è un comune degli Stati Uniti d'America, situato nello Stato del Missouri, nella contea di Ralls.